# Cyrnellus fraternus
Cyrnellus fraternus – gatunek chruścika z rodziny Polycentropodidae.

## Taksonomia
Gatunek opisany został w 1905 roku przez Nathana Banksa.

## Rozprzestrzenienie
Gatunek neotropikalny i nearktyczny, wykazany z Argentyny, Paragwaju, Urugwaju, Ekwadoru, Wenezueli, brazylijskich stanów Amazonas, Bahia, Espírito Santo, Mato Grosso, Mato Grosso do Sul, Parana, Santa Catarina i Pará, Panamy, Surinamu, Kostaryki, Salwadoru, Nikaragui, Meksyku i Stanów Zjednoczonych.